# Бања „Цевка” у Обреновцу
Бања „Цевка" у Обреновцу, налази се на самом улазу у Обреновац, приградску општину града Београда. Комплекс какав данас познајемо модеран је и претворен у туристичку атракцију, и као такав свечано је отворен 17. јунa 2020. године.

## Историја
Бањски туризам у Обреновцу се почео развијати 1900. године, веома скромно у почетку, и оно што је, поред лековите воде, привлачило људе је добра саобраћајна повезаност са престоницом, али и околним местима. Највеће замерке приписују се, према ондашњој штампи, малобројности хотела за смештај болесника. Након Другог светског рата интересовање за Обреновачку бању значајно јењава. Број посетилаца овог изворишта бивао је све мањи и мањи. 1956. године је Медицински факултет процењивао значај и лековитост воде и институт је тада указао на њену делотворност у лечењу различитих обољења и најзначајнија међу њима су неуралгије и хронична реуматична обољења. Временом су „Цевку" која је назив управо и добила према цевима које су виду тушева на отвореном користили само суграђани што из здравствених разчога, што из жеље за бронзаним теном. Од лета 2020. Бања „Цевка" буди све веће интересовање због изграђеног комплекса који је претворио ово извориште лековите воде у праву туристичку атракцију.

## Бањско купалиште
Поред сада већ седамнаест тушева Обреновачка „Цевка" поседује и два базена са лековитом водом, мобилијаре, санитарни чвор и одбојкашки терен. Јавно предузеће СКЦ „Обреновац" овим јавним добром ће управљати, односно редовно га одржавати за све посетиоце.
У близини овог бањског купалишта отворен је и тржни центар 2021. године.